# Valkla
Valkla är en ort i Estland. Den ligger i Kuusalu kommun i Harjumaa, i den centrala delen av landet, 30 km öster om huvudstaden Tallinn. Antalet invånare är 663. Genom Valkla rinner ån Valkla oja som strax norr om byn mynnar i bukten Kolga laht i Finska viken.
Terrängen runt Valkla är platt. Havet är nära Valkla åt nordost. Runt Valkla är det glesbefolkat, med 9 invånare per kvadratkilometer. Närmaste större samhälle är Maardu, 16,6 km väster om Valkla. I omgivningarna runt Valkla växer i huvudsak blandskog.